# Onythes flavicosta
Onythes flavicosta là một loài bướm đêm thuộc phân họ Arctiinae, họ Erebidae.